# Romanze in Venedig
Romanze in Venedig ist ein österreichischer Liebesfilm von Eduard von Borsody. Die Erstaufführung war am 28. September 1962.

## Handlung
Andrea v. Bruggern, Tochter eines reichen Gutsbesitzers, steht kurz vor der Hochzeit mit dem verarmten Adeligen Nikolaus v. Karpathy auf dessen etwas heruntergekommenem Landgut an der ungarischen Grenze. Der Bräutigam ist dringend auf ihre Mitgift angewiesen.
Am Hochzeitsmorgen erfährt Andrea, dass ihr Bräutigam sie mit seiner Magd Anka betrogen hatte und Anka mitsamt dem Baby nun vom Gut verweisen wird. Andrea entflieht der Hochzeit und sucht Trost in Venedig.
Dort lernt sie den Komponisten Stefan Schröder kennen, die beiden verlieben sich ineinander. Als Andrea ein Treffen des gerade in Scheidung lebenden Musikers mit dessen Frau missversteht, zieht sie sich, mittlerweile schwanger und ohne dass er ihren vollen Namen kennt, auf das Gut ihres Vaters zurück.
Nach etwa acht Jahren arrangiert ihr Vater ein Wiedersehen zwischen Andrea, dem Komponisten und dem musikalisch begabten Kind der beiden.

## Kritiken
- „Liebesromantik à la Gartenlaube.“ - Lexikon des internationalen Films, 1987[2]

- „Ein rührseliger Film voller falscher Gefühle.“ - Lexikon des internationalen Films, 1997[3]

- „Liebesschnulze (...) Die anspruchslose Edelschnulze plätschert wie eine filmische Gondelfahrt dahin.“ (Wertung: 1 Stern = schwach) - Adolf Heinzlmeier und Berndt Schulz: Lexikon „Filme im Fernsehen“[4]

- „Ein zu Herzen gehendes Melodram, das der in Gefühlssachen versierte Regisseur Eduard von Borsody inszenierte.“ – MDR anlässlich der Ausstrahlung vom 18. August 2008